# Ouija (pel·lícula de 2014)
Ouija és el nom d'una pel·lícula de terror estrenada el 2014 i produïda per l'estatunidenc Stiles White.

## Argument
Després del brutal assassinat d'una amiga en un accident per un esperit obscur, un grup d'amics propers de l'adolescent han de fer front a les seves pors quan es desperten els poders obscurs d'un antic esperit que tracta de posar-se en contacte amb la seva amiga morta. Ben aviat s'adonen que la Ouija no només és un joc, però s'ha tornat vida real.

## Fitxa tècnica
- Daren Kagasoff: Trevor
- Ana Coto: Sarah Morris
- Bianca A. Santos: Isabelle
- Douglas Smith: Pete
- Olivia Cooke: Elaine Morris
- Matthew Settle: Anthony Morris
- Shelley Hennig: Debbie
- Vivis Colombetti: Nona
- Robyn Lively: Mrs. Galardi
- Bill Watterson: Diner Manager
- Sierra Heuermann: Doris Zander